# روزه یک سو شد و عید آمد و دل‌ها برخاست
غزلی با مطلع «روزه یک سو شد و عید آمد و دل‌ها برخاست»، غزل شمارهٔ ۲۰ از دیوانِ حافظ در تصحیحِ محمد قزوینی و قاسم غنی است.

## در دیگر آثار هنری
در نسخهٔ مصور موزهٔ ملی ایران (شمارهٔ ۹۲۱۰) به‌تاریخ شوال ۱۰۲۵ ه‍.ق/اکتبر ۱۶۱۶ م و به کتابت شاه قاسم نیز نگاره‌ای با عنوان بزم و باده‌نوشی بر مبنای ابیات چهار و هفت این غزل موجود است.